# Heading Up High
Heading Up High – piąty singel holenderskiego DJ-a i producenta muzycznego Armina van Buurena z szóstego albumu studyjnego Embrace. Wydany został 5 lutego 2016 roku przez wytwórnię płytową Armada Music. Gościnnie w utworze wystąpił zespół Kensington.

## Lista utworów i formaty singla
Opracowano na podstawie materiału źródłowego.
- Singel cyfrowy

1. "Heading Up High" (gościnnie: Kensington) – 3:52
2. "Heading Up High" (gościnnie: Kensington) (Dimitri Vegas & Like Mike vs Boostedkids Radio Edit) – 2:34
3. "Heading Up High" (gościnnie: Kensington) (Years Radio Edit) – 4:04
4. "Heading Up High" (gościnnie: Kensington) (First State Radio Edit) – 3:52
5. "Heading Up High" (gościnnie: Kensington) (Dimitri Vegas & Like Mike vs Boostedkids Remix) – 5:21
6. "Heading Up High" (gościnnie: Kensington) (Years Remix) – 5:40
7. "Heading Up High" (gościnnie: Kensington) (First State Remix) – 5:52

## Pozycje na listach
| Państwo  | Notowania (2016) | Najwyższa pozycja |
| -------- | ---------------- | ----------------- |
| Holandia | Single Top 100   | 35                |